# CircleCI
座標: 北緯37度47分29秒 西経122度23分31秒 / 北緯37.791303度 西経122.392019度
CircleCIは、DevOpsの実践に対応した継続的インテグレーション&継続的デリバリー（CI/CD）プラットフォーム、およびそれを提供する企業の名称。
同社は2021年時点でベンチャーキャピタルから3億1,500万ドル（評価額は17億ドル）の資金を調達している。
CircleCIは、世界で人気の高いCI/CDプラットフォームの1つに数えられている。

## 沿革
2011年
- 9月、CircleCIを設立。10月11日、最初のベータテスト版製品をリリース。創業後3か月で顧客が付いたものの、最初の収入が得られたのは6か月後だった。

2013年
- 2013年9月から2015年9月まで、CircleCIでは本番環境にTyped Clojureを使用していた。

2014年
- モバイル向け継続的インテグレーションツール[2]の開発企業であるDistillerを買収。同社より、Jim RoseとRob ZuberがそれぞれCEOおよびCTOとして移籍。Paul Biggarが役員の籍を残したまま退職。従業員数は2014年末時点では20名であったが、2016年夏には60名まで急激に拡大。

2016年
- CircleCIと同じビルに在籍していたUberが、ロゴをCircleCIロゴと酷似したものに変えたことを受け、論争が発生。CircleCIのものに似たロゴは、2017年の映画『The Circle（邦題：ザ・サークル）』にも使われている。

2018年
- 6月に初の国際支社を東京に開設し、その後10月にはマサチューセッツ州ボストンにオフィスを開設。

- 10月、CI/CDツールとして初めてFedRAMP認証を取得した。

2019年
- 5月、コロラド州デンバーにオフィスを開設。

- 8月、Windowsビルドのサポートを一般公開。

- 11月、ロンドンにオフィスを開設。

2020年
- 2月、AWS GovCloudのサポートを開始。
- 5月、CI/CD企業として初めて、トランスジェンダー関係の医療を受けた従業員向けに完全補償の有給休暇を提供。
- 10月、CI/CDパイプラインの監視と最適化に役立つインサイトダッシュボードをリリース。
- 11月、クラウドプラットフォーム向けにセルフホストランナー（Armサポートを含む）を公開。

2021年
- 4月、クラウドホスティングサービスについてSOC 2 Type II認証の取得を発表。

2022年
- 1月、業界トップクラスのインテリジェンスとカスタマイズ性に富んだ無料CI/CDプランを発表。

### 資金調達
CircleCIは、創業後数か月で小口投資家から50,000ドルを調達した。2013年にはシードラウンドで150万ドル、2014年にはシリーズAラウンドでDFJから600万ドル、2016年にはシリーズBラウンドでScale Venture Partnersから1,800万ドル、2018年にはTop Tier Capital Partners主催のシリーズCラウンドで3,100万ドル、2019年にはOwl Rock CapitalおよびNextEquity Partners主催のシリーズDラウンドで5,600万ドル、2020年にはIVP主催のシリーズEラウンドで1億ドル、2021年にはGreenspring Associates主催のシリーズFラウンドで1億ドルを調達している。これまでの総資金調達額は3億1,500万ドルに上る。

### 買収
CircleCIは、2014年にDistiller、2021年にVamp、2022年にPonicodeをそれぞれ買収している。

## 製品
CircleCIは、GitHub、GitHub Enterprise、Atlassian Bitbucketのリポジトリをモニターし、新しくコミットが行われるたびにビルドを開始する。[19] Dockerコンテナ内または仮想マシン内でビルドのテストを自動的に行い、テストに合格したビルドをターゲット環境にデプロイする。ダッシュボードとAPIを利用することで、ビルドのステータスおよびビルド関連のメトリックを追跡できる。また、Slackとの連携により、問題発生時に通知を行える。

SSHサポートによりジョブをローカル環境で実行でき、またセキュリティ機能により改ざんを防止できる。また、手作業で承認が行われるまでジョブを停止する「ワークフロー承認機能」も備わっている。

CircleCIはGo、Java、Ruby、Python、Scala、Node.js、PHP、Haskellのほか、LinuxまたはmacOS上で動作するあらゆる言語をサポートしている。

CircleCIではマネージドクラウドサービスを提供しており、無料プランも利用可能。CircleCIプラットフォームは、プライベートサーバー上（社内ファイアウォールの内側）でのセルフホスト、およびクラウド上でのプライベート展開にも対応している。同社のクラウドサービスは、当初はゼロから開発されていたが、現在ではHashiCorpのNomad、およびKubernetesを利用している。

CircleCIでテストとリリースの頻度を高めることで、リスクの軽減につながる。また、同社マネージドクラウドサービスを利用することで、CIインフラを保守およびプロビジョニングする手間を解消できる。クラウドサービスのセットアップ所要時間は数分であるが、カスタマイズ性はJenkinsに比べると低い。

### CircleCI Orb
CircleCI OrbはYAMLで記述する共有可能なスニペットであり、CircleCIのビルドおよびデプロイプロセスの効率化に役立つ。2019年時点において、CircleCIは45のパートナーとの連携に対応している。CircleCIのデプロイ対応環境には、Amazon Web Services、Heroku、Azure、Google Compute Engine、Dockerイメージなどがある。また、VMwareによりLinux、Android、Windows、macOSの各仮想マシンへのデプロイにも対応している。2018年において、GitHub上で最も成長速度の著しいYAMLファイルは、CircleCIの設定ファイル（config.yml）であった。

設定ファイルの独自仕様によってベンダーロックインが生じており、CIサービスを切り替えるにはパイプラインを構築しなおす必要がある。

## 主な顧客
Facebook、Coinbase、Sony、Kickstarter、GoPro、Spotify（2019年時点）